# Editorial Novaro
Editorial Novaro es una empresa mexicana especializada en revistas, tanto impresas como digitales, colecciones de libros de bolsillo y obras reconocidas de literatura mundial con una especial atención a los gustos juveniles. Ha editado historietas en variados formatos y fue traductora al español de muchos personajes del cómic estadounidense de la década de 1950. Durante muchos años su cobertura fue casi mundial, con plantas de reimpresión en diversos países y su sede en la Ciudad de México.

## Historia

### Orígenes
Fue fundada por el empresario mexicano Luis Novaro Novaro y su hermano, el periodista Octavio Novaro Fiora. La empresa inició a principios la década de 1950, tras la salida de ambos por un conflicto de la cooperativa del periódico La Prensa en la que ambos laboraban. Fue conocida primero como Novaro Editores-Impresores y estaba formada por diversas editoriales,  EMSA (Ediciones Modernas), SEA (Sociedad Editora América, que recogía el segundo nombre de la esposa de Luis Novaro Novaro), ALEGRÍA y Ediciones Recreativas. Ediciones Recreativas se dedicó a publicar cómics de superhéroes, SEA y ALEGRÍA se especializó en cómics infantiles (funny animals) y cómics de aventura en general. Todas las editoriales operaban bajo un solo equipo directivo y como una sola entidad que tuvo otros dos cambios de nombre, Organización Editorial Novaro y Editorial Novaro.
Editorial Novaro publicaba en diversos países con plantas de producción en tres continentes. En diciembre de 1951 publicó Tarzán y en marzo del año siguiente su primer cómic de superhéroes, Superman de DC Comics, que fue la traducción del número 73 de la edición estadounidense original, con la historia principal  «Superman conoce a Sansón Fierro» y un precio de portada de 0.8 pesos mexicanos o 0.1 dólares estadounidenses. En septiembre de 1952 el actor Roy Rogers inauguró la cadena de títulos del oeste de la editorial y en ese mismo mes apareció Chiquilladas, la primera de sus revistas genéricas.
El segundo superhéroe que apareció en Novaro fue Capitán Marvel de Fawcett Publications siete meses después de Superman y posteriormente se incluyó a Batman. En ese entonces la editorial tenía entonces la imprenta de ófset de mayor tiraje de Latinoamérica y publicó títulos como Rip Kirby, Red Ryder, Titanes Planetarios y Domingos Alegres; esta última, además de historias de origen estadounidense, también incluía personajes europeos tales como Tintín, Álix y Dan Cooper, pertenecientes a la revista Tintín de la editorial belga Le Lombard.

### Años 1960
En la década de 1960 publicó cómics de la editorial Gold Key  como The Wild Wild West y trabajos de autores mexicanos como Manuel Moro Cid, que debutó con las historietas de Dana en el Mundo Perdido. En esta época la empresa fue mayoritariamente adquirida por un grupo financiero dirigido por el expresidente mexicano Miguel Alemán Valdés, quien pronto la delegó a su hijo Miguel Alemán Velasco.
Pocos años tras el inicio de operaciones, los cómics comenzaron a ser exportados a otros países en América Latina, incluso formándose asociaciones con firmas editoriales locales que primero distribuían y más adelante reimprimían en sus regiones de influencia. Dado que para muchos niños las historietas eran el primer contacto con la lectura, Editorial Novaro comenzó a editar títulos propios de carácter histórico, científico y biográfico.
Estas series incluyeron Vidas Ilustres, Vidas Ejemplares y Epopeya. Entre sus autores se encontraba el poeta y autor Javier Peñalosa Calderón, tío de los Luis y Gabriel Novaro Peñalosa. Particularmente, se escogieron temas, héroes, efemérides de origen latinoamericano. También se lanzaron líneas de libros económicos de pasta blanda de autores universales y nuevos valores.
En España, los cómics de Novaro aparecieron a finales de la década de 1950 distribuidos por Queromón Editores de Madrid. Estas ediciones tenían varios formatos e incluían historias de personajes del cómic estadounidense a color y fueron muy populares.

### Años 1970 y 1980
En la década 1970 la gran demanda de historietas en los países latinoamericanos y en España llevó a la creación de sociedades locales en Perú, Colombia, Argentina y España con guionistas y dibujantes locales, que creaban contenido propio a mayor velocidad que el producido por las editoriales originales en inglés, con esta práctica nace una verdadera subcultura con aventuras inexistentes en otros idiomas de múltiples personajes. En consecuencia, las series de historietas llevaban diferente orden en diferentes países, por combinar historias traducidas con contenido original.
En 1985, la editorial decidió que los cómics ya no eran un buen negocio comparado con sus otras actividades editoriales y una parte de sus publicaciones fueron cedidas a otros licenciatarios mientras Novaro se reorientó a otras líneas de productos. En México, su producto de mayor relevancia fueron los Libros de Texto Gratuitos, que se utilizan en el sistema educativo nacional.
En abril de 1985 se hizo la última impresión de cómics, aunque algunos tienen fecha en portada de septiembre de 1985, debido a los tiempos de distribución internacional. Este fechado ha generado al creencia que las operaciones de la editorial se detuvieron como resultado del terremoto de México de 1985. Tras un período de inactividad, los hijos de Octavio Novaro Fiora, Luis Novaro Peñalosa y Gabriel Novaro Peñalosa reiniciaron las actividades editoriales, publicando revistas didácticas y de interés general.

## Traducción
Las historietas de Novaro se caracterizaban por su peculiar traducción, que obedecía a dos criterios. El primero eran las disposiciones del organismo regulador Comisión Calificadora de Revistas y Publicaciones Ilustradas, integrado por miembros de la Secretaría de Educación Pública de México, que ordenaba evitar nombres y referencias culturales angloparlantes en los cómics de la época, además de obligar a las editoriales a publicar con letras de gran tamaño y con una fuente similar a la de una máquina de escribir con el propósito de prevenir lesiones a la vista de los lectores jóvenes. El segundo era la elección de palabra que no resultaran ofensivas, de mal gusto o incomprensibles en ninguno de los países en los que operaba la editorial.
Mientras que las historias traducidas del francés presentadas en Domingos Alegres respetaban los nombres y argumentos originales de forma íntegra, los cómics estadounidenses traducidos por Editorial Novaro se caracterizaron por sus traducciones poco fieles, reducción argumental y cambio de los nombres de casi la totalidad de los personajes, además del uso de modismos infantiles, como llamar «pillos» a los criminales y las expresiones «recórcholis» y «zambomba».

### Rebautización lingüística
Dentro de esta política lingüística, muchos personajes y ciudades fueron rebautizados. Entre los ejemplos más famosos se encuentran:
- Luisa Lane (Lois Lane)
- Jaime Olsen (Jimmy Olsen)
- Bruno Díaz (Bruce Wayne)
- Ricardo Tapia (Dick Grayson)
- Marvila (Wonder Woman)
- Ciudad Gótica (Gotham City)
- Comisionado Fierro (Comisionado Gordon)

Otros ejemplos no tan conocidos:
- Lina Luna (Lana Lang)
- Pedro White (Perry White)
- Bruno Alba (Barry Allen)
- Raúl Jordán (Hal Jordan)
- Oliverio Reyna (Oliver Queen)
- Diana Rosas (Dinah Lance)
- Adán Luna (Adam Strange)
- Carlos Lara (Carter Hall)
- Nelson Kent (Kent Nelson)

Los demás nombres de ciudades y personajes fueron traducidos de forma literal, por ejemplo Linterna Verde y Ciudad Central. Algunos personajes retuvieron sus nombres originales como es el caso de Superman, Batman, Aquaman, Flash, Clark Kent y Metrópolis.